# William Whaling
William John Whaling (ur. 26 lutego 1894 w St. Cloud, zm. 20 listopada 1989 w Filadelfii) – amerykański strzelec, olimpijczyk.
Whaling wystąpił na Letnich Igrzyskach Olimpijskich 1924 w jednej konkurencji – pistolecie szybkostrzelnym z 25 m. Uplasował się na 12. miejscu, osiągając 4. wynik wśród amerykańskich strzelców.
W 1924 roku był porucznikiem w Marines (do formacji tej wstąpił w 1917 roku). Służył w obu wojnach światowych i doszedł do stopnia generała dywizji. Pochowany na Cmentarzu Narodowym w Arlington.

## Wyniki

### Igrzyska olimpijskie
| Igrzyska   | Konkurencja                   | Wynik   | Miejsce | Źródło |
| ---------- | ----------------------------- | ------- | ------- | ------ |
| Paryż 1924 | Pistolet szybkostrzelny, 25 m | 17 pkt. | 12      | [ 1 ]  |